# 2 Mińska Dywizja Piechoty
2 Mińska Dywizja Piechoty – odgrywała rolę białoruskiego składnika w antybolszewickiej armii gen. Stanisława Bułaka-Bałachowicza pełnić. Jej dowódcą był płk Leonard I. Mikosza.
W skład tej dywizji wchodziły początkowo:
- Pułk Miński,
- Samodzielny Batalion Białoruski (wraz z plutonem konnym) pod dowództwem kpt. Chwiedoszczeni
- dwa białoruskie oddziały partyzanckie.

Pułkom 2 Dywizji nadawano nazwy:
- Pułk Miński,
- Pułk Smoleński,
- Pułk Witebski.

W dokumentach pojawia się też Pułk Mohylewski.
Do dywizji wcielano masowo żołnierzy zwerbowanych w obozach jenieckich. Ich liczba niewątpliwie znacznie przewyższyła liczbę ochotników białoruskich.